# باینفورت
باینفورت (به آلمانی: Baienfurt) یک شهر در آلمان است که در بادن-وورتمبرگ واقع شده‌است.

## خصوصیات
باینفورت ۷٬۱۹۰ نفر جمعیت دارد.

## خواهرخوانده
شهرهای Martonvásár، گویتو، پیرنا و برست، بلاروس خواهرخوانده‌های باینفورت هستند.